# Fiji

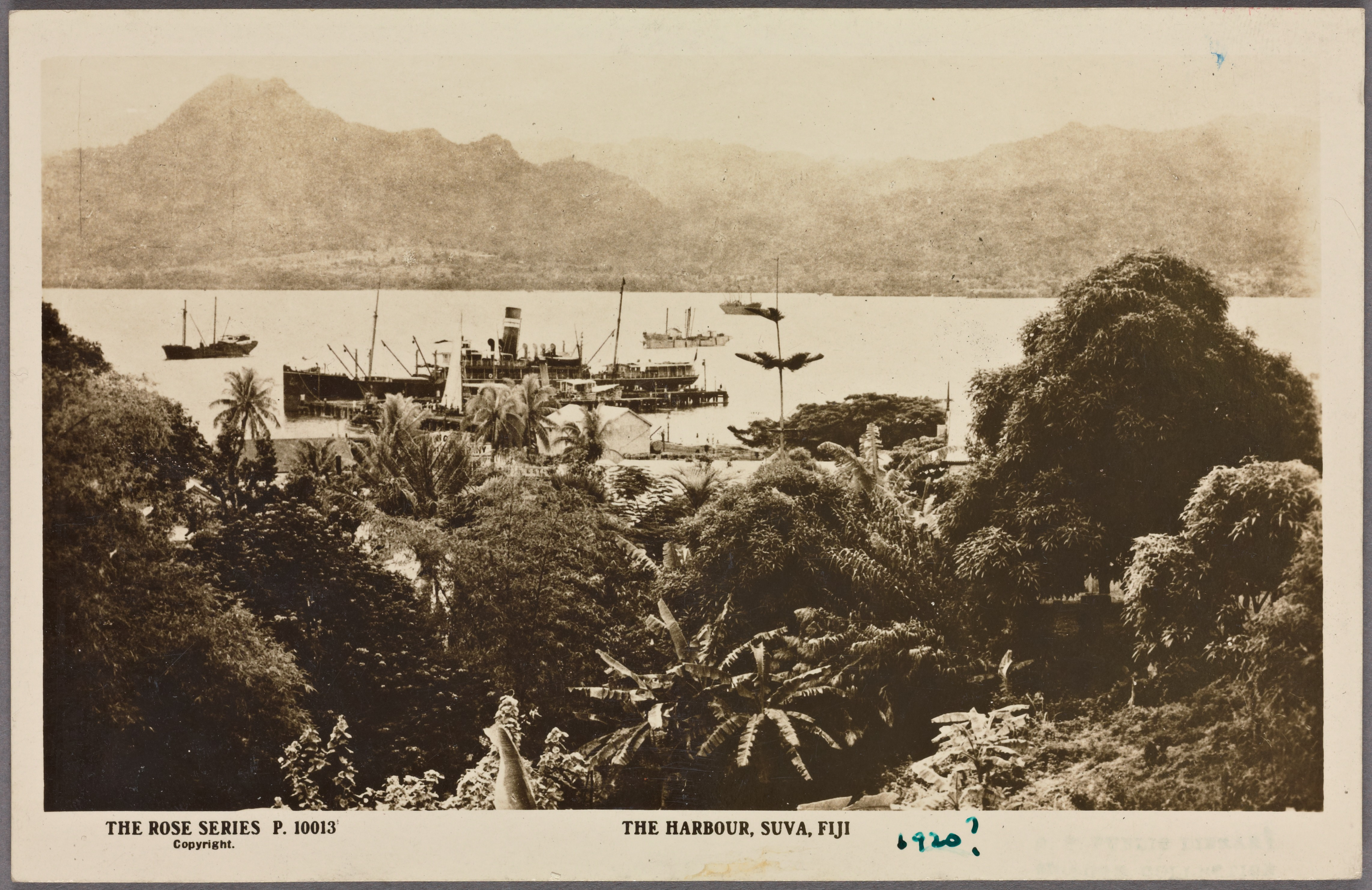
Haven van Suva in 1920.

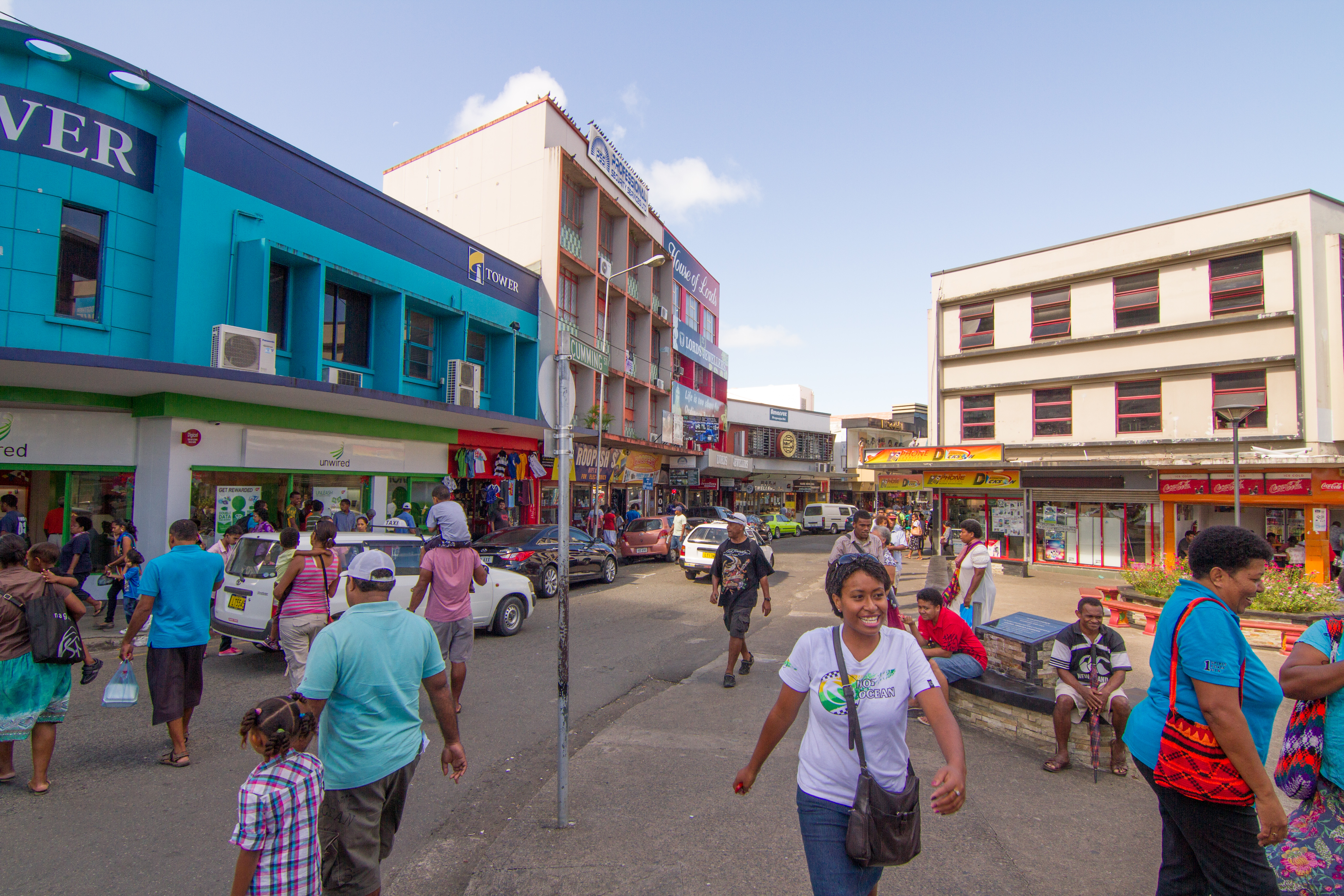
Suva

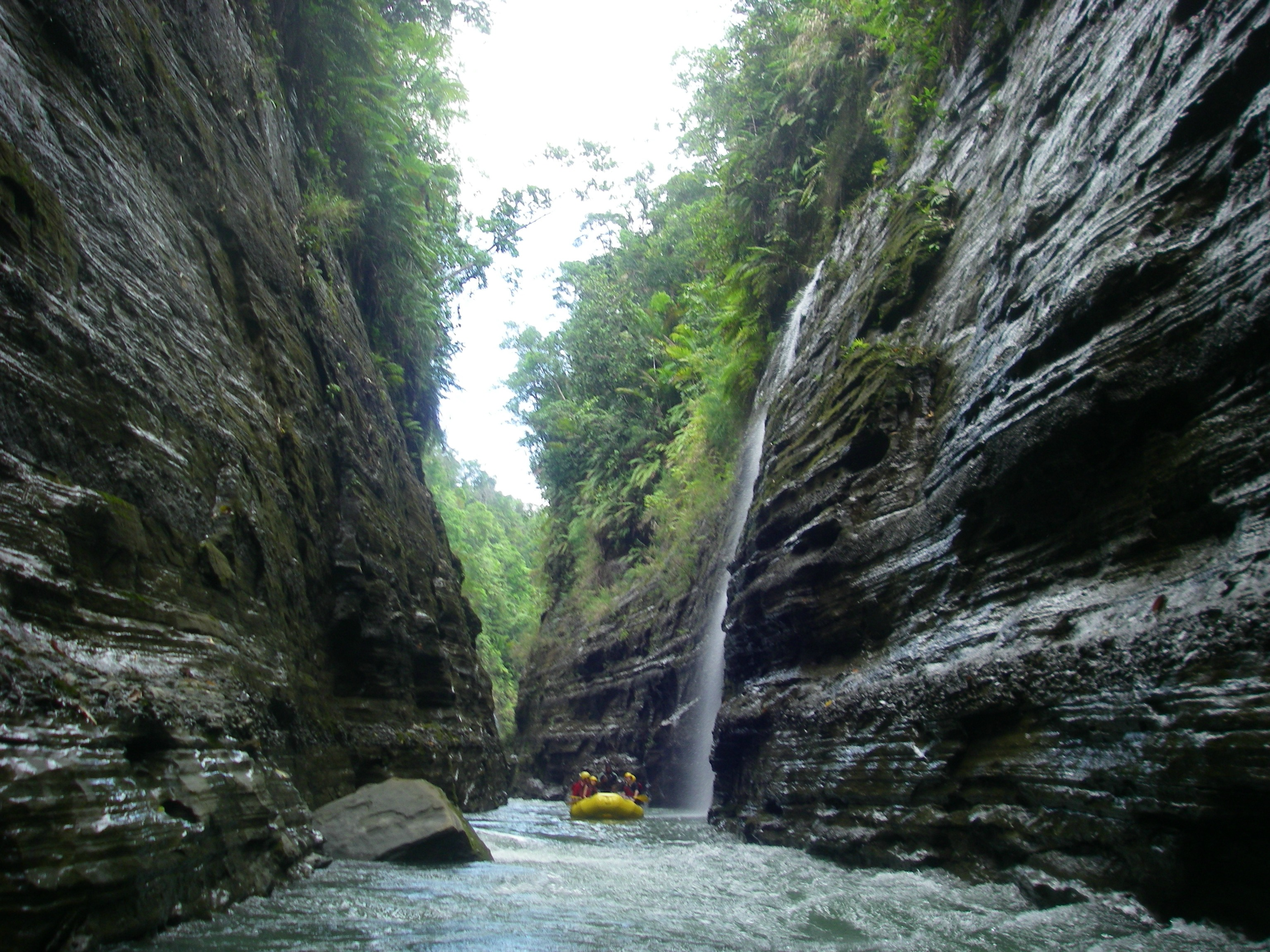
Sigatokarivier op Viti Levu.

Fiji (uitspraak: [ˈfidʒi]), officieel de Republiek Fiji (Fijisch: Matanitu ko Viti, Fijisch-Hindoestani: फ़िजी गणराज्य , Fijī Gaṇarājya, Engels: Republic of Fiji), is een land in Melanesië, in Oceanië op het zuidelijk halfrond. Het bestaat uit meer dan 330 eilanden waarvan er 106 bewoond zijn. De grootste zijn Viti Levu waarop de hoofdstad Suva ligt en Vanua Levu. Aangrenzende territoriale wateren zijn die van Vanuatu, Salomonseilanden, Tuvalu, Wallis en Futuna en Tonga. Fiji heeft een visverwerkende industrie en ook het toerisme vormt een bron van inkomsten. Voor de kusten van Fiji bevinden zich koraalriffen die geliefd zijn bij duikers. De meeste toeristen komen uit Australië, Nieuw-Zeeland en de Verenigde Staten.
De oppervlakte van het land is ongeveer gelijk aan 2/3 van België.

## Geschiedenis
De eerste bekende bewoners van Fiji kwamen vermoedelijk rond 1500 voor Christus naar Fiji. Zij kwamen uit Nieuw-Caledonië en worden het Lapita-volk genoemd. Ze waren voornamelijk zeelieden en vissers. Iets later dan het Polynesische Lapita-volk kwamen de Melanesiërs naar Fiji. Voor deze twee volken was kannibalisme gebruikelijk. Hoewel de Melanesiërs veel gewoonten overnamen van het Lapita-volk, werden deze uiteindelijk toch verdrongen door de bevolkingsgroei van de donkere Melanesiërs.
Tijdens de ontdekkingsreizen van de Europeanen in de zeventiende en achttiende eeuw, was de Nederlander Abel Tasman in 1643 de eerste die Fiji bezocht. In 1774 trok ook de Engelsman James Cook door dit gebied. De echte “ontdekking” van Fiji staat echter meestal op naam van kapitein William Bligh, die in 1789 door dit gebied zeilde.
In het begin van de negentiende eeuw werd er door de Europeanen veel met Fiji gehandeld. In de jaren 30 van de negentiende eeuw stuurde Groot-Brittannië missionarissen naar Fiji om tegen het kannibalisme te strijden, dat daar nog steeds normaal was. Een aantal van deze missionarissen werden echter door de kannibalen opgegeten. In 1840 werden voor het eerst alle eilanden van Fiji in kaart gebracht door de Amerikanen. In 1854 bekeerde Seru Epenisa Cakobau, de toenmalige leider van Fiji, zich tot het christendom. Veel inwoners van Fiji namen het christendom vervolgens aan naast hun traditionele tradities en religies.
In 1865 kwam Fiji in financiële moeilijkheden; het Verenigd Koninkrijk hielp hen uit de brand. Op 10 oktober 1874 werd Fiji officieel een kolonie van het Verenigd Koninkrijk (de Kolonie Fiji). De Britten deden hun best om Fiji's economie te herstellen. Ze bouwden plantages. Vervolgens haalden ze tot 1916 duizenden contractarbeiders als koelies uit India (een andere kolonie van de Britten) om te helpen op de plantages. De beide wereldoorlogen gingen feitelijk aan Fiji voorbij.
In de jaren 1960 kwam er al een beweging richting onafhankelijkheid, maar het duurde tot 10 oktober 1970 tot Fiji uiteindelijk onafhankelijk werd als het Dominion Fiji met de Britse koningin als staatshoofd. In 1987 werd Fiji, na een staatsgreep, uitgeroepen tot een republiek onder leiding van de gekozen president Sitiveni Rabuka. In 1997 kwam er, nog steeds onder leiding van deze president, een grondwet en kwam Fiji weer onder de Britse Kroon binnen het Gemenebest.
In mei 1999 werd de eerste Indo-Fijiaanse premier gekozen. Veel inheemse Fijiërs waren hier niet tevreden mee, omdat ze het idee hadden dat hun traditionele landrechten op het spel stonden. Op 19 mei 2000 werd er door hen, onder leiding van George Speight, een staatsgreep gepleegd bij het parlementsgebouw in Suva. Onder andere de president werd gegijzeld. De coupplegers wilden dat de multi-etnische grondwet gewijzigd werd. Ze kregen steeds meer steun en uiteindelijk, na een aantal weken, werden de gijzelaars vrijgelaten en werd de grondwet toch veranderd. Internationaal was hier veel kritiek op; er werd onder andere aangeraden niet naar Fiji te reizen. Hierdoor ging de economie behoorlijk achteruit. In maart 2001 besloot de regering de oude grondwet weer in gebruik te nemen. Speight bekende dat hij schuldig was geweest aan landverraad en werd ter dood veroordeeld, wat later werd omgezet in levenslang.

## Geografie
De Fiji-eilanden zijn erg bergachtig met pieken tot boven de 1300 meter, met als hoogste punt de Tomanivi of  Victoria (1324 m). Er heerst een tropisch klimaat en de eilanden zijn bedekt met tropische bossen.
Op het grootste eiland Viti Levu bevindt zich de hoofdstad: Suva, in de agglomeratie woont bijna driekwart van de totale bevolking. Andere belangrijke steden op Viti Levu zijn: Lautoka (waar de grootste haven is) en Nadi (waar de grootste luchthaven zich bevindt).

### Eilanden
Fiji is verdeeld in de volgende eilandgroepen:
- Kadavu-eilanden
- Lau-eilanden
  - Noordelijke Lau-eilanden
  - Zuidelijke Lau-eilanden
  - Moala-eilanden
- Lomaiviti-eilanden
- Mamanuca-eilanden
- Rotuma
- Vanua Levugroep
  - Ringgoldeilanden
- Viti Levugroep
- Yasawa-eilanden

### Talen
De officiële talen zijn Fiji, dat behoort tot de Austronesische talen, Hindi en Engels. De Indiase bevolking spreekt Fiji-Hindi (ook wel "Fiji Dialoog"), in aanvulling op het Hindi en Urdu. Dat is ook de officiële taal.
Daarnaast wordt er ook Lauanisch Rotumanisch gesproken.

## Bestuurlijke indeling
Fiji is verdeeld in vier divisies. Deze divisies zijn administratief weer onderverdeeld in veertien provincies. De Rotuma-eilanden hebben de status van dependency.

## Bevolking
Uit de officiële volkstelling van 2017 bleek Fiji 884.887 inwoners had, een stijging van 5,7% ten opzichte van 837.271 inwoners ten tijde van de volkstelling van 2007.

### Etniciteit
De bevolking van Fiji bestaat voornamelijk uit inheemse Fijiërs, die vooral  Melanesiërs zijn (54,3%), maar een groot deel van de bevolking heeft ook Polynesische roots. De grootste minderheid vormen de Indo-Fijiërs (38,1%), afstammelingen van Indiase contractarbeiders die in de 19e eeuw door de Britse kolonialisten naar de eilanden werden gebracht. Het percentage Indo-Fijiërs is de afgelopen twee decennia om verschillende redenen aanzienlijk afgenomen.
Ongeveer 1,2% van de bevolking bestaat uit de Rotuman (inwoners van Rotuma), wiens cultuur meer overeenkomsten heeft met landen zoals Tonga of Samoa dan met de rest van Fiji. Er zijn ook kleinere aantallen Europeanen, Chinezen en andere minderheden. Ongeveer 0,3% van de bevolking komt uit Australië.

## Sport
De nationale sport op Fiji is rugby. Hoewel Fiji een klein land is, wordt deze sport op een hoog niveau gespeeld. Het land is altijd in de top 20 van de wereldranglijst te vinden en heeft zich voor alle wereldkampioenschappen behalve die van 1995 geplaatst. Hierbij is men echter nooit verder gekomen dan de kwartfinales. In 2016 en 2021 wist het land beslag te leggen op de gouden medaille tijdens de Olympische Spelen 2016 en Olympische Spelen 2020. Rugbyspelers uit Fiji kunnen ook uitgenodigd worden voor de Pacific Islanders.

## Media
- Sky Pacific is een televisieaanbieder, onderdeel van Fiji Television.

## Bron
- CIAː World Fact Book - Fiji

Antigua en Barbuda ·
Australië ·
Bahama's ·
Bangladesh ·
Barbados ·
Belize ·
Botswana ·
Brunei ·
Canada ·
Cyprus · 
Dominica ·
Fiji ·
Ghana ·
Grenada ·
Guyana ·
India ·
Jamaica ·
Kameroen ·
Kenia ·
Kiribati ·
Lesotho ·
Malawi ·
Maleisië ·
Malta ·
Mauritius ·
Mozambique ·
Namibië ·
Nauru ·
Nieuw-Zeeland ·
Nigeria ·
Oeganda ·
Pakistan ·
Papoea-Nieuw-Guinea ·
Rwanda ·
Saint Kitts en Nevis ·
Saint Lucia ·
Saint Vincent en de Grenadines ·
Salomonseilanden ·
Samoa ·
Seychellen ·
Sierra Leone ·
Singapore ·
Sri Lanka ·
Swaziland ·
Tanzania ·
Tonga ·
Trinidad en Tobago ·
Tuvalu ·
Vanuatu ·
Verenigd Koninkrijk ·
Zambia ·
Zuid-Afrika